# Doctor & the Medics
I Doctor & the Medics sono un gruppo musicale britannico, formatosi a Londra nel 1981 guidato da Clive Jackson in arte "The Doctor" conosciuti soprattutto per il frontman, incrocio tra il Joker e Gene Simmons dei Kiss e per la cover del brano Spirit in the Sky di Norman Greenbaum che divenne un ottimo successo nel 1986

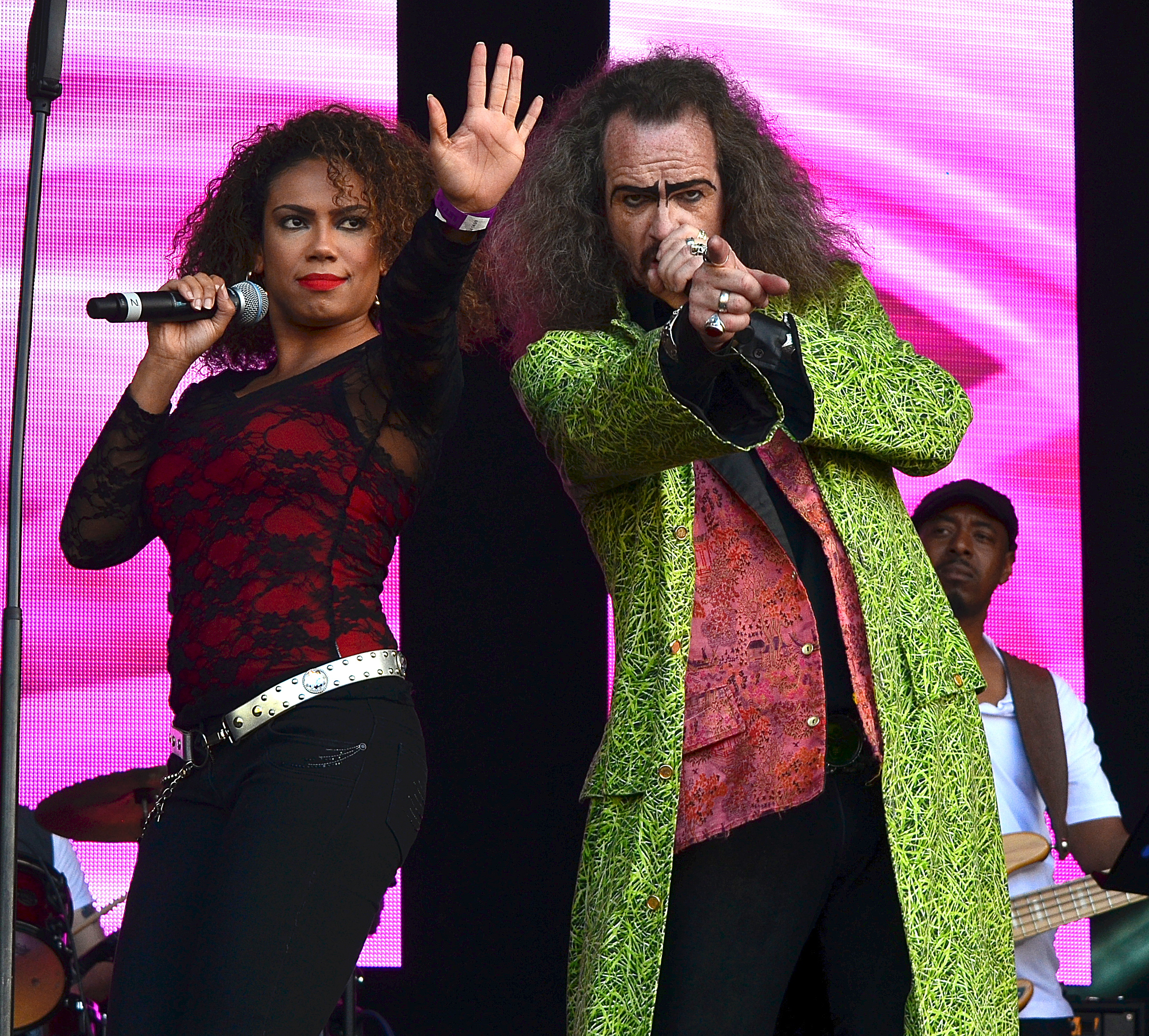
Clive Jackson (a destra) cantante dei Doctor & the Medics al festival "Let's Rock Bristol" il 7 giugno 2014

## Formazione
- The Doctor (Clive Jackson) - voce
- Steve McGuire - chitarra
- Richard Searle - basso
- Vom (Steve Ritchie) - batteria
- Wendi Anadin (Wendy West) - voce
- Colette Anadin (Colette Appleby) - voce

## Discografia

### Album in studio
- 1986 - Laughing at the Pieces
- 1987 - I Keep Thinking It's Tuesday
- 1996 - Instant Heaven

### Live
- 1992 - The Adventures of Boadacea and the Beetle

### Singoli
- 1982 - The Druids Are Here
- 1986 - Burn
- 1986 - Spirit in the Sky
- 1986 - Waterloo (con Roy Wood)
- 1987 - More
- 1990 - Hi Ho Silver Lining/Black and Blue

### EP
- 1985 - Two Pieces of Cloth Carefully Stitched Together
- 1985 - The Miracle Of The Age
- 1985 - Happy But Twisted
- 1986 - Spirit in the Sky
- 1988 - Drive He Said…
- 1991 - Black & Blue